# Paris Saint-Germain Football Club
Paris Saint-Germain Football Club, conocido popularmente por sus siglas PSG, es una entidad polideportiva francesa con sede en París, la capital de Francia. Fue fundada el 12 de agosto de 1970 tras la fusión del Paris Football Club y el Stade Saint-Germain. Disputa sus encuentros como local en el estadio Parc des Princes (en español: Parque de los Príncipes), con capacidad para 47 929 espectadores, que ha sido la sede del Paris Saint-Germain desde 1973, mientras que el Camp des Loges ha estado funcionando como centro de formación para el club desde 1974.
Disputa la Ligue 1, máxima categoría del fútbol francés, donde ha ganado trece Ligas, dieciséis Copas, nueve Copas de Liga, trece Supercopas y una Ligue 2, lo que lo hace el club más laureado de Francia con 52 títulos oficiales a nivel nacional. Es uno de los cinco clubes franceses que han ganado títulos europeos, al haberse coronado campeón de la Recopa de Europa de 1996, la Copa Intertoto de la UEFA de 2001, la Supercopa de Europa de 2025 y la Liga de Campeones de la UEFA de 2024-25, derrotando 5-0 al Inter de Milán y consiguiendo de esta forma su primer título en la competición y el primer «triplete» de un club francés. También resultó subcampeón de la Copa Mundial de Clubes de la FIFA 2025 y de la Liga de Campeones en 2019-20, perdiendo contra el Bayern de Múnich 1-0 en la final, además de ser tres veces semifinalista. El club fue nombrado Equipo del año por la IFFHS en 1994 y logró el primer puesto en la clasificación por equipos de la UEFA en 1998.
El escudo del club cuenta con una silueta roja de la Torre Eiffel con la cuna real de Luis XIV en blanco por debajo de la torre sobre un fondo azul con borde blanco. El escudo inspiró a Daniel Hechter a diseñar la tradicional camiseta del club, azul con una barra roja vertical central enmarcada por orlas blancas. El Torneo de París ha sido organizado por el PSG en el Parc des Princes desde 1975. El PSG presentó su himno oficial y la mascota en 2010, con la melodía de "Go West" de Pet Shop Boys, fue lanzado como el himno oficial antes de cada partido en el Parc des Princes. La letra de "Go West" fue reescrita posteriormente con sugerencias hechas por los aficionados. "Germain el lince" se dio a conocer como la nueva mascota del club de la capital. El PSG cuenta con una sección femenina de fútbol desde 1971.
El club mantiene una intensa rivalidad con el Olympique de Marsella, con quien disputa el partido de fútbol más famoso en Francia, conocido como Le Classique. El Paris Saint-Germain es el club de fútbol más seguido de Francia, por delante de su rival de Marsella. El promedio de afluencia en los partidos como local del Paris Saint-Germain en la temporada 2015-16 fue de 46 160 espectadores, el más alto de la Ligue 1.
Qatar Investment Authority se convirtió en el dueño absoluto del Paris Saint-Germain en 2012 después de comprar el 30% restante de Colony Capital y de Butler Capital Partners. Qatar Investment Authority ya había comprado el 70 % de participación de control de Colony durante el año anterior. El precio total de transferencia de acciones fue de 100 millones de euros. El presidente del club es el catarí Nasser Al-Khelaïfi.

## Historia

### Resiliencia y Renacimiento: Los Primeros Años del Paris Saint-Germain (1970-1983)
Fundado el 11 de agosto de 1970, después de la fusión de los equipos Paris Football Club (fundado en 1969) y el Stade Saint-Germain (fundado en 1904), el renombrado como Paris Saint-Germain Football Club representó tanto a la ciudad de París como a la cercana comuna de Saint-Germain-en-Laye.
Tras finalizar la temporada 1971-72 en el decimosexto puesto, el equipo entra en una crisis económica. Para inyectar dinero al nuevo club, el ayuntamiento de París exigía que prevaleciera el nombre de Paris Football Club para el equipo, pero Henri Patrelle, miembro del consejo directivo del club y último presidente del Stade Saint-Germain, no aceptó esta imposición. La situación derivó en que los dirigentes que venían desde el Paris Football Club retiraran a su equipo de origen de la fusión, dando origen al actual Paris FC, logrando obtener el apoyo económico municipal y conservando tanto la plantilla de jugadores como la plaza en la máxima división. Por su parte, el PSG fue descendido administrativamente a la Tercera División francesa, perdiendo su calidad de equipo profesional. Sin embargo, encadenó dos ascensos consecutivos, el último de ellos en 1974, ganando un play-off de promoción ante el Valenciennes FC, volviendo así a la Primera División de Francia o Division 1 para la temporada 1974-75.
Tras su vuelta a la máxima división, debido a que había una gran cantidad de habitantes deseosos de ver a un gran club vistiendo los colores de la capital, el equipo creció institucionalmente a un alto ritmo, sin encadenar descensos hasta nuestros días (mientras que el París FC siguió el camino inverso, descendiendo a Division 2 el mismo año del ascenso del PSG y siendo la 1978-79 su última temporada en la Ligue 1). Conocido como «les rouge-et-bleu» debido a sus colores en la vestimenta, el PSG se proclamó campeón de la Copa de Francia en 1982 y 1983, antes de conquistar el título nacional de liga por primera vez en 1986, campeonato que le dio acceso a competir en Europa dando lugar a algunos encuentros resaltables, sobre todo con la Juventus Football Club.

### El Renacer de un Gigante: La Edad de Oro del PSG en los 90s (1984-1996)

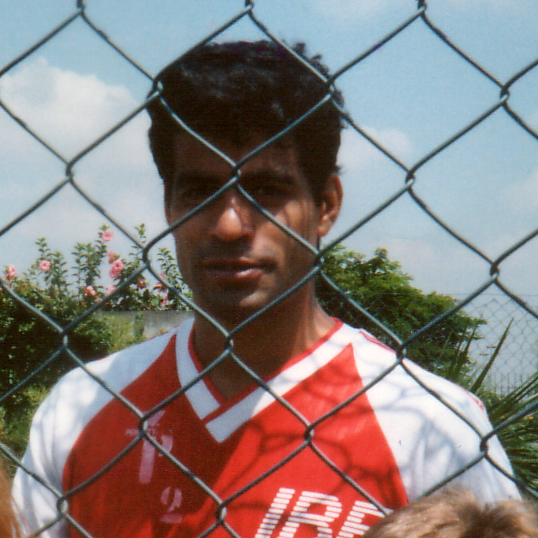
Raí, uno de los referentes del equipo en los años 1990.

Tan importante como esos éxitos fue la década de 1990, con el club entrando en su primera gran etapa deportiva después de la llegada del patrocinador Canal +, que compró el club en mayo de 1991. A partir de ese momento, se benefició de una importante inversión siendo una de las más importantes la contratación en 1993 del brasileño Raí, delantero estrella del Sao Paulo bicampeón de Copa Libertadores y de Copa Intercontinental; con este gran capital puesto en el equipo por su inversionista, pudo fijar grandes objetivos en Francia y en Europa. Entre 1992 y 1998 disputaron dos finales de la Recopa de Europa, en una de las cuales se proclamó campeón en el año 1996, además de llegar a las semifinales de la Liga de Campeones de la UEFA y de la Copa de la UEFA en dos ocasiones. En las competiciones nacionales los resultados fueron también satisfactorios y conquistó su segundo título de Liga, tres Copas de Francia, dos Copas de la Liga y dos Supercopas de Francia.

### Crisis y Resurgimiento: El Paris Saint-Germain en la Encrucijada (1997-2009)
Desde 1999, y durante gran parte de la década del 2000, el Paris Saint-Germain tuvo éxitos momentáneos conquistando 2 títulos en la Copa de Francia y 1 Copa Intertoto, teniendo como gran referente en el torneo al brasileño Ronaldinho Gaucho. Hasta la temporada 2007-08, cuando conquistó la Copa de Liga de ese año, el PSG no había vuelto a tener protagonismo deportivo, lo que llevó al equipo parisino a una crisis de resultados que se volvieron frecuentes; inclusive, llegó a ocupar el noveno puesto de la Ligue 1 en las temporadas 2004-05 y 2005-06 y en la temporada 2006-07 terminó en el decimoquinto puesto, quedando a sólo tres puntos del descenso. Ni siquiera la venta del equipo, por parte de Canal+ a Colony Capital, Butler Capital Partners y Morgan Stanley, evitó que el equipo continuara con la pérdida de impulso en la liga, finalizando en la posición 16, nuevamente a tres puntos de la zona de descenso. En la temporada 2008-09, recuperó cierta regularidad y estuvo cerca de conquistar el título durante la mayor parte de la temporada, pero un mal final le situó en sexto puesto y fuera de competiciones europeas. Colony Capital adquirió todas las acciones de Morgan Stanley, convirtiéndose el primero en dueño del 95 % del club. La temporada 2009-10 se convirtió en la primera vez en la historia del fútbol francés que, tanto las secciones masculinas como femeninas de un club, ganan dos copas nacionales del país en el mismo año.

### El sueño de los petrodólares: La Era Dorada Incompleta del PSG (2010-2023)

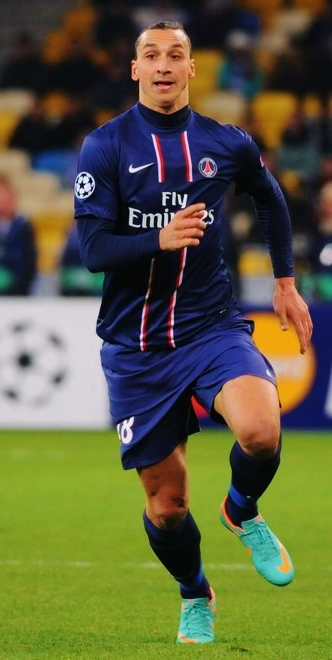
Ibrahimović, máximo goleador histórico del club hasta 2018.

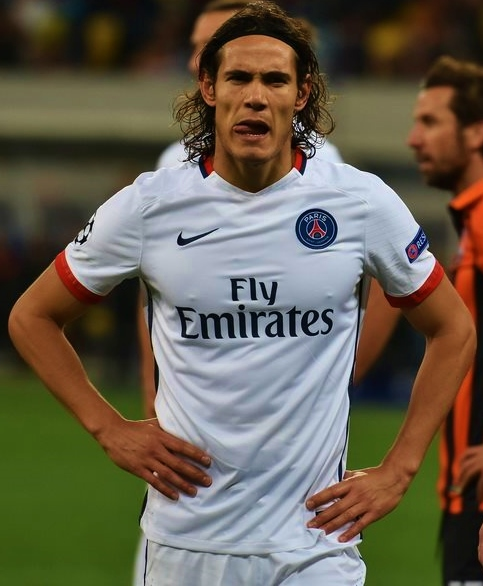
Cavani, máximo goleador histórico del club hasta 2023.

El rumbo del club mejoró en 2011 cuando el grupo Qatar Investment Authority (QIA) compró el 70 % del equipo, el cual se comprometió a apoyar económicamente la reconstrucción del club para ganar la Liga de Campeones de la UEFA, el gran objetivo del inversor catarí. La dirección deportiva del club, a través de sus nuevos dueños, financiaron la compra de numerosos jugadores de calidad en los meses siguientes como Diego Lugano, Kevin Gameiro y Javier Pastore, además de contratar a Leonardo como director deportivo y a Carlo Ancelotti como entrenador. Pero el club fracasó en ganar la liga local de la temporada temporada 2011-12, la cual fue ganada por el Montpellier Hérault. También decepcionó en sus actuaciones en la Copa de Liga y la Copa, donde cayó en las rondas de Octavos por el Dijon FCO y cuartos de final respectivamente. Respecto a su actuación europea, terminó tercero de su grupo en la Europa League, a la cual accedió tras una ronda previa. Así, terminarían su primera temporada tras el respaldo financiero, sin ningún título.
En la siguiente temporada, QIA se hace con el 30 % restante de manos de Colony Capital convirtiéndose en el dueño absoluto del equipo parisino, quien le inyectó más dinero, reforzándolo con más fichajes de renombre como Thiago Silva, Ezequiel Lavezzi y el estelar Zlatan Ibrahimović. Más tarde se incorporarían Marco Verratti, una joven promesa del fútbol mundial, y el veterano David Beckham, entre otros. El PSG sería el ganador de la Ligue 1 2012/13, después de una primera vuelta igualada, conquistando así su tercer título liguero en toda su historia. En la edición de la Liga de Campeones fue eliminado en los cuartos de final por el Barcelona, volviendo a fracasar en su intento por ganar la copa. En la Copa y la Copa de Liga fue eliminado, en ambos torneos, en la ronda de cuartos de final, a manos del modesto Évian Thonon y AS Saint-Étienne.
Después de coronarse en la Supercopa de Francia, el PSG se propuso nuevamente el asalto para obtener la Liga de Campeones en la temporada 2013-14. Para ello contó con todavía más refuerzos como Edinson Cavani y Marquinhos. Laurent Blanc ocupó la vacante de Ancelotti, quien recalo en el Real Madrid. Comenzaron la Ligue 1 2013/14 de forma desastrosa, con dos empates, pero los parisinos mejoraron y se proclamaron campeones de invierno con 44 puntos, tres más que la AS Monaco. Sin embargo fue eliminado, contra todo pronóstico, por el Montpellier en los dieciseisavos de final de la copa; y en la Liga de Campeones fue nuevamente eliminado en cuartos de final, esta vez a manos del Chelsea, confirmando su tercera decepción europea consecutiva. En contraposición, se proclamó campeón de la Copa de la Liga por cuarta vez en toda su historia y revalidó el título de la Ligue 1.
Arrancó la temporada 2014-15 tras ganar la Supercopa de Francia, y en la Ligue 1 fue lastrado por varios empates que le hicieron terminar la primera vuelta del campeonato en tercer lugar. El 11 de abril de 2015 conquistó una nueva Copa de la Liga (4-0 ante el Bastia); pero diez días después, el conjunto parisino cayó eliminado, por tercera temporada consecutiva, en la ronda de cuartos de final de la Liga de Campeones y por segunda vez a manos del Barcelona, quien sería el campeón de Europa, por un global abultado de 5-1. El 16 de mayo obtuvo su quinta liga francesa, y terminó el curso obteniendo la Copa de Francia, tras ganar por la mínima al club de segunda división AJ Auxerre. El club se situó como el referente del fútbol francés, circunstancia que, sin embargo, no lograba en el panorama europeo.
El 1 de agosto de 2015 logró su quinta Supercopa de Francia, y adquirió los servicios de Ángel Di María, procedente del Manchester United. Finalizó la temporada 2015-2016 conquistando la liga, la copa y la copa de liga, donde al final de la temporada abandonó el club uno de sus más importantes estandartes en los últimos años y su entonces máximo goleador histórico, el sueco Zlatan Ibrahimović, para fichar por el Manchester United, mientras que el entrenador Laurent Blanc fue retirado del cargo sin demostrar ningún dominio en Europa al ser eliminado, por cuarta temporada consecutiva, en la ronda de cuartos de final de la Liga de Campeones a manos del Manchester City, dando paso al español Unai Emery quien conquistó su primer título con el PSG el 6 de agosto de 2016, tras derrotar al Olympique de Lyon en la Supercopa de Francia.
La liga 2016-17 arrancó con victoria para los parisinos tras vencer en la primera jornada al Bastia por 0-1. En marzo de 2017 fueron eliminados en octavos de final de la Liga de Campeones 2016-17 por el Barcelona, en la que fue la mayor remontada de la historia en dicha competición después de haber conseguido un 4-0 a favor para que luego los españoles, remontaran la eliminatoria con un 6-1 en el partido de vuelta. Esto también ha convertido al club español en su peor verdugo los últimos 5 años de esta competición, al eliminarlo por tercera ocasión del torneo continental. El 1 de abril venció en la final de la Copa de la Liga, por cuarta vez consecutiva, tras derrotar al Monaco, su rival en los últimos años en Francia. Finalizó la Ligue 1 en segundo puesto, a ocho puntos del citado club monegasco y el 27 de mayo venció al Angers en la final de la Copa, undécima de su palmarés.

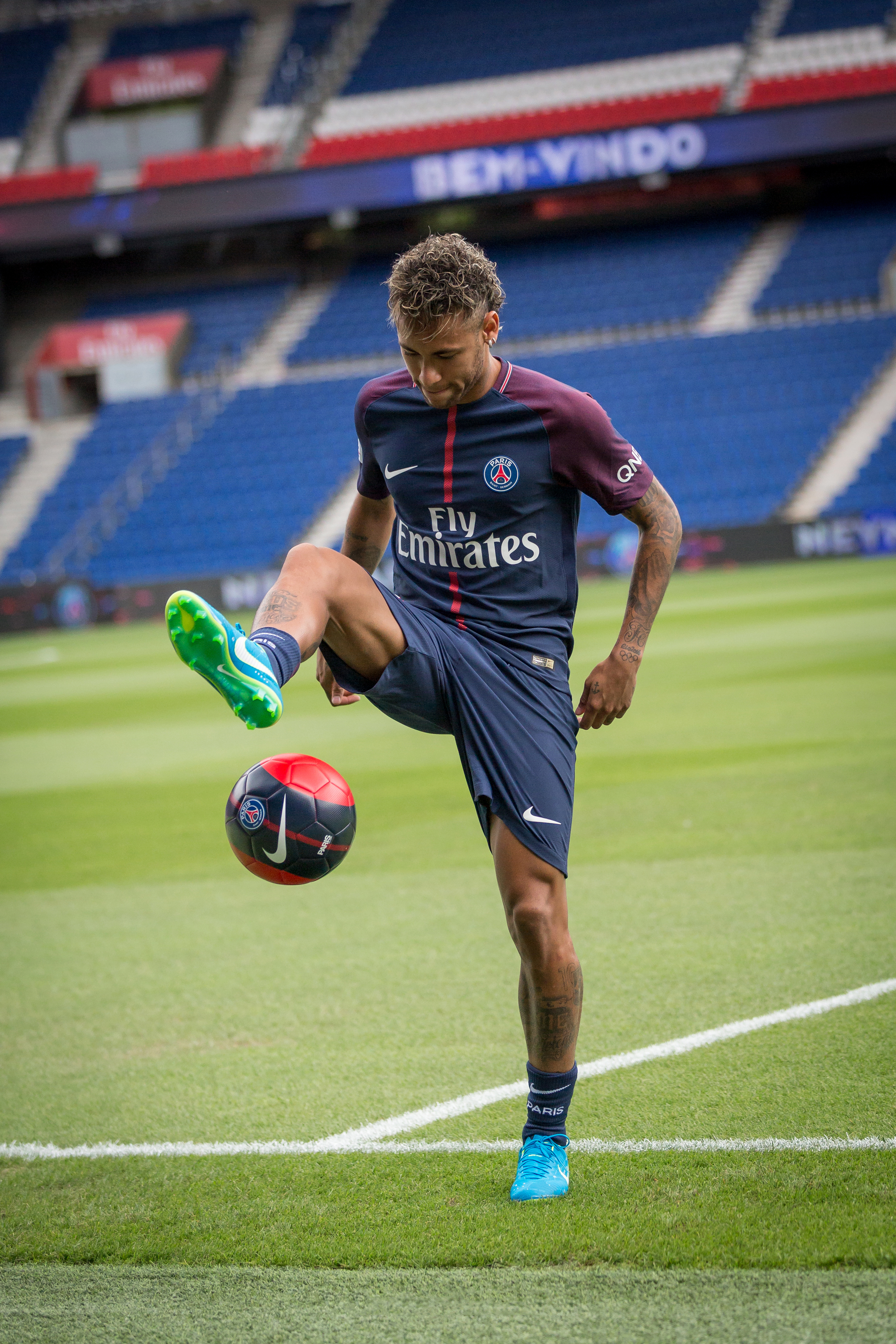
Neymar con el PSG desde 2017 hasta 2023

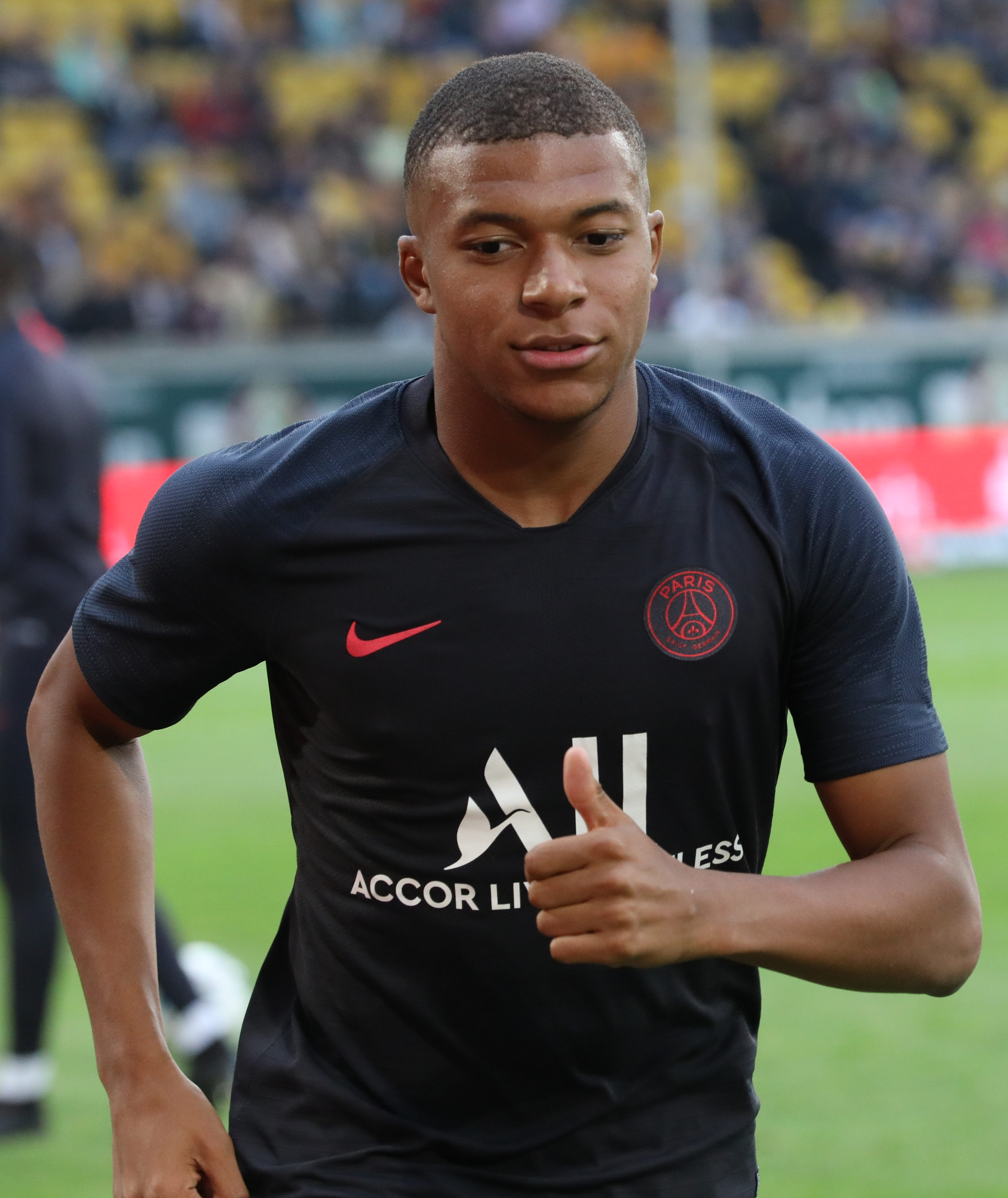
Mbappé, máximo goleador del PSG.

Enfocado de nuevo en el éxito internacional y tras vencer en su séptima Supercopa de Francia —quinta consecutiva—, contrató al jugador del FC Barcelona Neymar como nuevo estandarte deportivo del club, con el principal objetivo de conquistar la Liga de Campeones.
La cifra de la operación se estipuló según los medios deportivos en más de 220 millones de euros, récord a nivel mundial por el traspaso de un futbolista. Poco antes del cierre del mercado de fichajes, el club anunció la incorporación de Kylian Mbappé en préstamo procedente del AS Mónaco pero, como condición previa a este préstamo, el PSG tendría que desembolsar al AS Mónaco en la próxima temporada más de 180 millones de euros por su pase. Ambas operaciones suscitaron el recelo de clubes europeos y estamentos administrativos por un posible incumplimiento al  Juego Limpio Financiero, sumiendo al club en una investigación por parte de la UEFA para determinar si el club se financiaba ilegalmente de su asociado Qatar Investment Authority, algo prohibido y penado por el máximo organismo europeo. La investigación concluyó en junio de 2018, absolviendo al PSG por no encontrar irregularidades en los libros contables del club; aun así, la UEFA mantuvo la investigación a los dos traspasos que originaron las discordías en el mundo deportivo de Europa y el planeta. En lo deportivo, se consolidó nuevamente como el mejor equipo en el campeonato doméstico merced sobre todo a los goles anotados por su delantero Cavani, quien en enero de 2018 superó a Ibrahimović como el máximo goleador histórico del equipo. No superó sin embargo el registro de goles por partido del jugador sueco, quien dejó el club con un promedio de 0.87 tantos por encuentro, mejor a los 0.69 del uruguayo.

En cuanto a Neymar, quien por goles y asistencias estaba siendo el jugador más destacado del equipo con unos registros muy superiores a los logrados hasta entonces en su carrera, sufrió una lesión en un partido frente al Olympique de Marsella previo al partido de vuelta de los octavos de final de la Liga de Campeones. Tras especularse que podría recuperarse antes del decisivo partido frente al Real Madrid C. F. debiendo voltear un 3-1 adverso, finalmente se le diagnosticó una lesión grave de fractura del quinto metatarsiano del pie derecho, operándose con un período estimado de baja de tres meses que le privó disputar el encuentro. Tras el proceso quirúrgico se especuló nuevamente con su posible salida del club, controversia presente desde su llegada al club. El citado partido, disputado el 6 de marzo en el Parque de los Príncipes y, declarado por el propio entrenador español del club como "histórico", fue el sexto intento consecutivo del club para poder conquistar el torneo continental desde la llegada de los inversores cataríes, quienes se propusieron esta meta cuando compraron el equipo sin éxito hasta el momento (la mejor actuación del PSG en la Liga de Campeones hasta el momento había sido llegar a Semifinales en la temporada 1994-95, cuando el propietario del equipo era Canal+). Pese a los esfuerzos desde todos los estamentos del club, quien incluso permitió la entrada al estadio de aficionados «ultra», cayó por 1-2 en el partido de vuelta y fue eliminado nuevamente de forma prematura en el torneo, provocando un período reflexivo en el club en lo concerniente a sus objetivos y su planificación deportiva.
A nivel local obtuvo un nuevo triplete francés (tercero en su historia); aun así, esto no evitó la salida de Emery como entrenador al no conseguir la Liga de Campeones. Llega a reemplazarlo en el banco el alemán Thomas Tuchel, así como la afirmación de parte de Al-Khelaifi sobre la continuidad de Neymar en la institución parisina, descartando de esta manera los rumores de su probable llegada al Real Madrid. En cuanto a refuerzos, debido a la investigación de la UEFA sobre los costosos traspasos de Neymar y Mbappé, no pudo hacer grandes inversiones en fichajes para el segundo semestre de 2018, teniendo que recurrir a sus divisiones inferiores para cubrir los vacíos en su nómina. Sólo se destaca el fichaje como agente libre del portero italiano de 40 años Gianluigi Buffon, quien llegó a París luego de 17 años de carrera en Turín con la Juventus ganándolo casi todo, teniendo como asignatura pendiente la Liga de Campeones igual que el PSG. En su primer partido de carácter oficial al frente del equipo, Tuchel gana la Supercopa de Francia 2018, enfrentando al AS Monaco. Aprovechando el recurso de apelación interpuesto por el PSG ante el Tribunal de Arbitraje Deportivo (TAS), que ha dejado suspendida momentáneamente la investigación de la UEFA contra el equipo, el Paris Saint Germain realizó fichajes por valor de 100 millones de euros en jugadores como Thilo Kehrer, Juan Bernat, Eric Choupo-Moting y Leandro Paredes. Sin embargo, su temporada volvió a ser pésima al quedar eliminado, una vez más, en octavos de final de la Liga de Campeones, tras ser remontado con el Manchester United; eliminado en cuartos de final de la Copa de la Liga tras ser remontados por el EA Guingamp y caer en la Final de la Copa de Francia; solo el título en la Ligue 1 evitó que terminara en un fracaso total.
En la temporada 2019-20 de la Champions League, luego de ganar por cuarta ocasión los títulos locales de una temporada (Supercopa, Liga, Copa y Copa de la Liga), y luego de un calendario atípico producto de la pandemia de COVID-19, donde todos los equipos jugaron desde cuartos de final en cancha neutral y a partido único sin espectadores, vencieron de manera afortunada al Atalanta de Italia, con dos goles en los minutos finales del segundo tiempo tras ir perdiendo 1-0, dejando un global de 2-1, logrando asimismo acceder a Semifinales del torneo después de 25 años.
El 18 de agosto de 2020, conseguiría acceder por primera vez a una Final de Liga de Campeones, luego de vencer a uno de los equipos sorpresa del torneo, el alemán RB Leipzig, continuando la búsqueda del objetivo trazado por los dueños del PSG desde su compra, habiendo invertido más de 1.300 millones de euros desde su llegada en jugadores como David Beckham, Zlatan Ibrahimović, Edinson Cavani, Neymar, Kylian Mbappé, Thiago Silva, Thiago Motta, Ángel Di María, Mauro Icardi, Keylor Navas y Marco Verratti, entre otros. Al final se volvió a frustrar, cayendo en el partido Final ante el Bayern de Múnich, con un gol de su exjugador Kingsley Coman.
Una vez más, y aprovechando los millonarios recursos de sus propietarios cataríes y la investigación detenida de la UEFA por Fair Play Financiero de parte del TAS, el PSG rompe nuevamente el mercado de fichajes francés en medio de la pandemia de COVID-19, que tiene a Europa y al mundo en general en alerta sanitaria y en una difícil situación económica, de la cual el fútbol tampoco ha escapado. La directiva del equipo parisino hizo valer la opción de compra del argentino Mauro Icardi al Inter de Milán por 50 millones de euros, más ocho millones por logros conseguidos, firmando contrato hasta el 2024 para vincularlo de lleno al PSG, donde Icardi estaba desde la temporada anterior en calidad de préstamo. Su arranque en la Champions League 2020-21 no es el mejor al caer en casa ante el Manchester United por la primera fecha del torneo, agregado que en la Ligue 1 no tuvo su mejor arranque cayendo ante el Olympique de Marsella y el RC Lens. Sin embargo, en los meses siguientes empezó a enderezar el rumbo terminando primero en su grupo de la Champions y metiéndose de nuevo en la pelea por la liga, aunque sin la misma contundencia de temporadas pasadas debido al mejoramiento del nivel competitivo de los demás equipos franceses, quienes pese a no tener el poder económico del PSG buscaron solventar la situación con fichajes importantes como el brasileño Lucas Paquetá en el Olympique de Lyon y el canadiense Jonathan David en el Lille, además de un trabajo intensivo en divisiones inferiores de otros equipos buscando el mejor talento.
Finalizando el 2020 es despedido del banco del PSG el técnico Thomas Tuchel, presuntamente por una entrevista dada al medio deportivo francés Sport1, donde menciona que su trabajo no estaba siendo valorado por el club pese a haberlo llevado a la Final de la Champions por primera vez en la historia del conjunto francés, manifestando que tener contento a todo el mundo en París es complicado por las altas expectativas y la presión de ganar el título continental. En su lugar es contratado el argentino Mauricio Pochettino, quien venía de un año sabático luego de entrenar al Tottenham Hotspur durante 6 años, con el objetivo de recuperar el nivel deportivo que una plantilla como la del Paris Saint-Germain debe de tener a nivel local y continental. Al final quedó eliminado en semifinales de la Champions a manos del Manchester City. A nivel local perdió la Liga a manos del Lille, sólo el título de la Copa de Francia ante el Mónaco evitó un estrepitoso fracaso, aunque conscientes en la dirigencia parisina de la realidad en cuanto a nivel de competencia que ahora goza el fútbol francés.
Para afrontar una nueva temporada, con el objetivo de recuperar el dominio en Francia y de conseguir el éxito a nivel internacional, el Paris Saint-Germain volvió a incorporar a jugadores de renombre a su plantilla. El club sumó a cuatro futbolistas que llegaron como agentes libres: el astro argentino Lionel Messi, que se marchó del FC Barcelona luego de 17 temporadas con el equipo culé, sin poder extender su vínculo por obstáculos financieros y estructurales en el reglamento de la Liga de España; el arquero Gianluigi Donnarumma proveniente del AC Milán, flamante campeón de la Eurocopa con la Selección de Italia; el veterano defensor Sergio Ramos, quien no renovó su contrato con el Real Madrid luego de 16 temporadas con el equipo merengue; y el centrocampista Georginio Wijnaldum, proveniente del Liverpool de Inglaterra. Además, el equipo parisino cerró las contrataciones del defensor Achraf Hakimi, por el cual pagó 60 millones de euros al Inter de Milán, y del mediocampista Danilo Pereira proveniente del Porto, a cambio de 16 millones de euros. La llegada de estos jugadores, junto a las estrellas que ya integraban el plantel, suma una cantidad total gastada en fichajes de 1.400 millones de euros desde la llegada de los inversores cataríes, en la búsqueda de conquistar la UEFA Champions League, inversión que en lo económico ha sido compensado con las millonarias ventas de camisetas y demás indumentaria del PSG en Francia y el resto del mundo, además de la venta de entradas a su afición, siendo el equipo con el mayor promedio de asistencia en cada jornada de la Ligue 1, promediando más de 40.000 asistentes al Parque de los Príncipes por fecha.
La temporada acabó en un nuevo fracaso en la Champions al caer en octavos de final frente al Real Madrid.

### La era de Luis Enrique en el banquillo: El primer título de Champions League (2023-actualidad)

#### Temporada 2023-24
En el verano de 2023, el Paris Saint-Germain emprendió una renovación radical de su plantilla, marcando el fin de una era de grandes nombres como Lionel Messi, Neymar y Marco Verratti. A estos movimientos se sumó la salida de Sergio Ramos, quien no renovó su contrato y quedó libre. Bajo la dirección de Luis Campos, el club optó por un nuevo proyecto encabezado por Luis Enrique, quien asumió el rol de entrenador con la intención de establecer una estructura colectiva sólida, orientada al desarrollo de un equipo con mayor potencial y sin el brillo ostentoso que había caracterizado a las temporadas anteriores.
Con una apuesta clara por la juventud, el PSG incorporó a varios talentos prometedores, como el centrocampista uruguayo Manuel Ugarte, el delantero Bradley Barcola, el surcoreano Lee Kang-in y el delantero Gonçalo Ramos. Además, reforzó su plantilla con figuras clave de la selección francesa, como Ousmane Dembélé, Lucas Hernández y Randal Kolo Muani. Desde su llegada, Luis Enrique ha implementado un estilo de juego basado en la posesión y el contraataque, exigiendo una implicación tanto defensiva como ofensiva de todos sus jugadores.
Paralelamente, el 7 de diciembre de 2023, Qatar Sports Investments (QSI) anunció la venta del 12,5% de sus acciones al fondo de inversión estadounidense Arctos Sports Partners, lo que marcó un cambio significativo en la estructura financiera del club.
En cuanto a su rendimiento, la temporada 2023-24 del PSG fue positiva, especialmente en la Liga de Campeones, donde alcanzaron las semifinales tras dos años de eliminaciones en octavos de final. Sin embargo, su camino en Europa se vio truncado por el Borussia Dortmund. A nivel nacional, el club logró conquistar la triple corona Nacional, al alzarse con el Trophée des Champions, la Ligue 1 y la Coupe de France. No obstante, al final de la temporada, Kylian Mbappé, quien había sido la estrella indiscutible del equipo durante siete años, dejó el club de forma libre para fichar por el Real Madrid, que había mostrado su interés por el delantero durante varios años.

#### Temporada 2024-25
Para la siguiente temporada 2024-25, Luis Enrique y la directiva del club harían ajustes en la plantilla para afrontar las competiciones por venir, siendo que en el mercado de verano ficharon a tres jóvenes jugadores para el equipo, siendo el defensor ecuatoriano Willian Pacho, procedente del Eintracht Fráncfort; el mediocampista portugués João Neves del Benfica y el extremo francés Désiré Doué proveniente del Stade Rennais.  Asimismo, por las bajas sumada a la de Mbappé al Real Madrid, optaron por dejar ir a Ugarte al Manchester United, además de ceder por una temporada a Carlos Soler al West Ham United inglés y al defensor Nordi Mukiele al Bayer Leverkusen.
La campaña del Paris Saint-Germain en la UEFA Champions League ha estado marcada por altibajos, con el equipo luchando por clasificarse hasta las rondas finales. El PSG comenzó su campaña con una ajustada victoria en casa. En la primera jornada, el equipo parisino venció al Girona por 1-0 en el Parque de los Príncipes el 18 de septiembre, con un autogol de Gazzaniga en el tiempo añadido.
Sin embargo, la segunda jornada trajo consigo un revés significativo. El 1 de octubre, el Arsenal fue letal y venció al PSG por 2-0 en casa. A pesar del dominio de la posesión del equipo francés, la eficacia del Arsenal, con goles de Kai Havertz y Bukayo Saka, marcó la diferencia. Este resultado colocó al Arsenal en el octavo puesto provisional con cuatro puntos, mientras que el PSG sufrió su primera derrota, descendiendo al 18.º puesto con tres puntos.
La tercera jornada, el 22 de octubre, terminó con un empate 1-1 contra el PSV en el Parque de los Príncipes. El PSV abrió el marcador con Noa Lang, y el PSG igualó tras un disparo de Achraf Hakimi tras un error del portero Walter Benítez.
La situación se complicó en la cuarta jornada, el 6 de noviembre, cuando el Atlético de Madrid venció al PSG por 2-1 en el Parque de los Príncipes. Zaire-Emery abrió el marcador para el equipo francés, pero Nahuel Molina y Ángel Correa, con un gol en el último minuto, aseguraron la victoria del equipo español, dificultando al PSG asegurar su pase a la fase eliminatoria.
En la quinta jornada, el Bayern de Múnich derrotó al PSG por 1-0 el 27 de noviembre, con un gol del defensa coreano Kim. Con este resultado, el equipo francés terminó la jornada en el puesto 25, necesitando ganar sus últimos partidos para seguir con opciones de pasar a la siguiente ronda de la competición.
La remontada llegó en la sexta jornada, el 17 de diciembre, con una victoria crucial. El PSG venció al Red Bull Salzburgo por 3-0, con goles de Gonçalo Ramos, Nuno Mendes y Désiré Doué, revitalizando la Champions League y asegurando su segunda victoria.
La penúltima jornada trajo consigo una remontada espectacular, crucial para las ambiciones del club. El 22 de enero, el PSG remontó para vencer al Manchester City por 4-2 en el Parque de los Príncipes, tras ir perdiendo 2-0 al comienzo de la segunda mitad. Los goles de Ousmane Dembélé, Bradley Barcola, João Neves y Gonçalo Ramos aseguraron la victoria, elevando al PSG al puesto 23 y colocándolo en la zona de play-offs.
Para asegurar su pase a los play-offs, el PSG terminó la fase liguera con una goleada. El 29 de enero, el PSG venció al Stuttgart por 3-0 en Alemania, con un hat-trick de Ousmane Dembélé, asegurando su pase a la Champions League y eliminando a los alemanes de la competición.
Luis Enrique comprendió que los altibajos podían condenar a su equipo en la temporada y no conseguir los objetivos, por lo que en la ventana invernal del mercado de pases aprovechó para reforzar cada vez más su plantilla, siendo que su principal fichaje fue el extremo izquierdo georgiano Khvicha Kvaratskhelia, tras comprárselo al Napoli por 70 millones de euros. Además, el entrenador decidió mandar cedidos a Marco Asensio y a Kolo Muani al Aston Villa y a la Juventus respectivamente, pues no habían tenido el rendimiento esperado para los estándares del entrenador asturiano.
Tras una temporada llena de altibajos, el Paris Saint-Germain demostró su fuerza en los playoffs de la UEFA Champions League, asegurando su pase a octavos de final con dos impresionantes victorias sobre el Brest. En la ida de los playoffs, el PSG consiguió una importante victoria. Vitinha abrió el marcador de penalti, y Ousmane Dembélé fue el jugador más destacado con dos goles, asegurando la ventaja para la vuelta.
La clasificación se selló con una aplastante goleada en la vuelta. El 19 de febrero, en el Parque de los Príncipes de París, el PSG humilló al Brest por 7-0, asegurando su pase a octavos de final de la Champions League. Los goles de la victoria fueron obra de Barcola, Kvaratskhelia, Vitinha, Doué, Nuno Mendes, Gonçalo Ramos y Senny Mayulu. Con un marcador global de diez goles de diferencia, el PSG confirmó su favoritismo y avanzó a la siguiente fase de la competición de forma contundente.
Tras avanzar en los playoffs, el Paris Saint-Germain se enfrentó al Liverpool en los octavos de final de la Champions League, en una emocionante eliminatoria que se decidió por los detalles más pequeños. En la ida, disputada en el Parque de los Príncipes, el Liverpool venció al PSG por 1-0. A pesar del resultado, Alisson Becker el portero rival brilló, realizando nueve paradas, incluyendo "milagros", para contener el ataque parisino. El gol de Harvey Elliott dio la ventaja al equipo inglés. El PSG dominó las estadísticas del partido, con 27 disparos, 10 de ellos a portería, y manteniendo el 71% de la posesión del balón, mientras que el Liverpool solo tuvo dos remates, uno de ellos a portería.
El partido de vuelta se disputó en Anfield, Inglaterra, el 11 de marzo. El PSG remontó el marcador de la ida, venciendo al Liverpool por 1-0 y llevando el partido a la tanda de penaltis. En la tanda de penaltis, el portero Donnarumma brilló al detener dos disparos, garantizando la victoria del PSG por 4-1 en la tanda de penaltis y la consecuente eliminación de los Reds de la competición.
El Paris Saint-Germain aseguró su pase a las semifinales de la UEFA Champions League tras dos emocionantes enfrentamientos contra el Aston Villa, demostrando resiliencia y potencia. En la ida de cuartos de final, disputada el 9 de abril en el Parque de los Príncipes, el PSG remontó para vencer al Aston Villa por 3-1. Morgan Rogers abrió el marcador para los visitantes, pero el equipo francés reaccionó con goles de Doué, Kvaratskhelia y Nuno Mendes para tomar ventaja en la vuelta.
El partido de vuelta en Villa Park fue un encuentro espectacular que mantuvo a la afición en vilo. El PSG se adelantó 2-0 en los primeros 27 minutos. Sin embargo, el Aston Villa reaccionó y dio la vuelta al partido al comienzo de la segunda mitad. Los goles del equipo inglés fueron obra de Tielemans (quien recibió un pase preciso y remató con efecto que se desvió en Pacho), John McGinn (con un soberbio gol desde fuera del área) y Konsa (tras un espectacular disparo individual de Rashford y un centro). A pesar de la remontada del Aston Villa, el PSG demostró su fuerza para buscar la clasificación. Hakimi apareció como sorpresa en el centro del campo para marcar un golazo, y en el minuto 26, en una rápida transición de defensa a ataque, Dembélé dio un pase perfecto a Nuno Mendes, quien remató a la perfección para sellar la clasificación del PSG a semifinales.
En el partido de ida, disputado el 30 de abril, el PSG viajó a Inglaterra y venció al Arsenal por 1-0. El gol de la victoria lo marcó Ousmane Dembélé, tras un pase preciso de Kvaratskhelia, lo que dio al equipo francés una importante ventaja para la vuelta.
El partido de vuelta de la semifinal se disputó el 7 de mayo en el Parque de los Príncipes. El Paris Saint-Germain, con un gol de ventaja tras la ida y el apoyo de su impresionante afición, manejó el partido con gran maestría. El equipo francés se aseguró un lugar en la final tras otra victoria sobre el club inglés, esta vez por 2-1.
El primer gol del partido llegó en el minuto 27, obra de Fabián Ruiz. A pesar de los esfuerzos del Arsenal, incluido un peligroso disparo de Saka en el minuto 63, que el portero Donnarumma atajó con brillantez, el PSG mantuvo el control del partido. El equipo francés amplió su ventaja con Achraf Hakimi en el minuto 72, tras una jugada iniciada por Vitinha. Con este resultado, el Paris Saint-Germain aseguró su pase a la final de la competición.
El Paris Saint-Germain logró su primer título de la Liga de Campeones de la UEFA en su historia. En una actuación imponente en el Allianz Arena de Múnich, el PSG goleó al Inter de Milán por 5-0 en la gran final. El club francés demostró su capacidad desde la primera parte, abriendo el marcador con un gol de Achraf Hakimi. Poco después, Doué amplió la ventaja, enviando al PSG al descanso con un resultado cómodo. En la segunda mitad, el equipo parisino mantuvo la intensidad y selló la victoria. Una vez más, Doué marcó, seguido de los goles de Kvaratskhelia y Mayulu, poniendo el broche de oro a un choque histórico. Con este contundente resultado, el Paris Saint-Germain obtuvo el título del campeonato europeo. Es el segundo club francés en ganar la Champions League, después del Olympique de Marsella.

## Símbolos

### Historia y evolución del escudo
El primer escudo del Paris Saint-Germain apareció en 1970 y consistía en una bola y un buque, que son dos poderosos símbolos de París, y fue utilizado durante las siguientes tres temporadas. El escudo fue cambiado al actual e «histórico» en 1972 : la silueta roja de la Torre Eiffel, la cuna real blanca de Luis XIV entre sus patas sobre un fondo azul con borde blanco y la flor de lis. Era la primera vez que los símbolos de París y Saint-Germain-en-Laye estuvieron representados en el mismo escudo. Según el exentrenador Robert Vicot, el escudo, aunque reclamado por Daniel Hechter, fue creado por el entrenador amateur y diseñador profesional Sr. Vallot.
El escudo, en parte, inspiró a Hechter a diseñar la camiseta histórica del PSG. El escudo representa París a través de la Torre Eiffel y Saint-Germain mediante la cuna real tomado de su escudo de armas. Luis XIV nació en el Château de Saint-Germain. El escudo también refleja principalmente la fusión de dos clubes, el Paris FC y el Stade Saint-Germain, en el nuevo club. El antiguo principal accionista del PSG, Canal+, fue el primero en tratar de reemplazar el escudo histórico en 1992. El nuevo modelo tenía las siglas «PSG», y debajo de ella «Paris Saint-Germain». Esto provocó la ira de los aficionados y su escudo tradicional regresó a la camisa del club. Sin embargo, el diseño de Canal+ persistió y se utilizó, principalmente, en el sector de comunicación del club hasta 1996.
En febrero de 2013 el club franco-catarí presentó el nuevo escudo del club, el primero que diseñó la nueva dirección del Paris Saint-Germain bajo el patronazgo de Qatar Investment Authority. El escudo mantiene su forma circular, pero la palabra "Paris" queda sola en la parte superior del círculo, en caracteres más grandes, y Saint-Germain aparece en la parte inferior, en caracteres menos visibles. Este nuevo diseño, según afirmó su presidente Nasser Al-Khelaifi, se corresponde con la nueva idea de hacer del club "una de las mayores marcas mundiales del deporte". El cambio más notable se encuentra en la eliminación de la cuna real debajo de la Torre Eiffel, donde en el diseño actual sólo se encuentra ahora la Flor de Lis en el centro.
El primer escudo del club (conocido como logo de Paris F. C.) apareció en 1970 y se utilizó durante las siguientes dos temporadas. Consistió en un balón azul con un barco en su interior, símbolos de gran alcance de París. Después de la separación de Paris F. C. en 1972, el Paris Saint-Germain F. C. creó su emblema histórico, conocido como el logotipo de la Torre Eiffel. Consistente en una silueta roja de la torre con la cuna del rey francés Louis XIV y la flor de lis en blanco bajo la misma, con fondo azul y borde blanco.
Rojo, azul y blanco son los colores tradicionales del club. El rojo de la Torre Eiffel y el azul del fondo representan los dos colores de París. El blanco es una indirecta al escudo de armas de Saint-Germain-en-Laye y es también el color de la realeza. La cuna y la flor de lis recuerdan que Luis XIV nació en Saint Germain-en-Laye en 1638.
Según el exdirector del PSG, Robert Vicot, el presidente del club Daniel Hechter presentó la Torre Eiffel en la insignia. Sin embargo, fue un dibujante llamado Mr. Vallot quien tuvo la idea de colocar el lugar de nacimiento de Luis XIV entre las piernas de la torre. El antiguo accionista del club, Canal+, fue el primero en reemplazar la insignia histórica en 1994. El nuevo modelo tenía el acrónimo "PSG" y debajo de él "Paris Saint-Germain". Pero, bajo la presión de los partidarios, la insignia histórica volvió en 1995.
La insignia histórica recibió un cambio de imagen en 2013. El entonces presidente Nasser Al-Khelaifi aprobó un nuevo diseño, y el accionista principal del club Qatar Sports Investments quiso aprovechar al máximo el atractivo global de la ciudad y la nueva insignia puso en evidencia el nombre "PARIS", que está escrito en grandes letras en negrita. Además de eso, la cuna que marcó el nacimiento de Luis XIV fue desechada y en su lugar la flor de lis se sienta únicamente bajo la Torre Eiffel en color dorado. Además, el año de fundación 1970 hizo lugar con "Saint-Germain" tomando su lugar en la parte inferior.

## Indumentaria
El Stade saint-germanois jugó, principalmente, de color blanco hasta 1970. Sin embargo, tras la fusión con el Paris Football Club, el PSG adoptó los colores rojo y azul de París junto con líneas blancas del Stade Saint-Germain. La primera camisa del PSG en 1970 fue de color rojo con pantalón blanco y medias azul oscuro. Los colores blanco y azul se repitieron en el cuello y los puños. El logotipo del club se situaba en el corazón. En 1970-1971, el logo del proveedor, Le Coq Sportif, no era visible, mientras que sí lo fue en la temporada siguiente. Otros cambios de camiseta con respecto a la campaña anterior fue el cuello en forma de V. El pantalón blanco y medias azules permanecen sin cambios.
En 2010, con motivo del 40.º aniversario de la fundación del club, la equipación volvió a sus orígenes de 1970, con camiseta roja, pantalón blanco y medias azules. La camiseta habitual del club pasó a ser la equipación de visitante.
Le Coq Sportif fue el proveedor del PSG desde 1970 a 1975, año en que Adidas se hizo cargo de la campaña 1975/76, antes de regresar Le Coq Sportif en 1976/77 hasta 1986. Adidas fue el proveedor del club hasta 1989, fecha de la firma con Nike hasta la actualidad.
| Primero | (Ver evolución) | Actual |

## Infraestructura

### Estadio
El Camp des Loges, rebautizado como Stade Georges Lefèvre y situado en Saint-Germain-en-Laye, era el estadio del club Stade Saint-Germain. Cuando este último equipo se fusionó en 1970 con el PSG, el Camp des Loges pasó a ser el estadio principal del PSG. Sin embargo, en 1973 el PSG se trasladó al Parque de los Príncipes y desde entonces el Camp des Loges pasó a utilizarse únicamente como centro de entrenamiento y formación del PSG. También es utilizado por el equipo reserva, la academia de juveniles y los equipos femeninos, que juegan en él sus partidos como local. El Camp des Loges fue renovado totalmente en 2008.
El Paris Saint-Germain se convirtió en el único inquilino de Parc des Princes en junio de 1973. Su primer partido en el Parc des Princes fue en un derbi contra el Red Star parisino, el 10 de noviembre de 1973. Canal+, el entonces holding del club, se hizo con el SESE, la empresa que tiene la concesión del Parc des Princes, en 1992. La ciudad de París amplió la concesión del estadio por 15 años en 1999. El Paris Saint-Germain se hizo cargo por completo del Parc des Princes y la sede del club de la capital fue trasladada a un nuevo edificio de oficinas en el estadio en 2002. La mayor asistencia promedio como local del Paris Saint-Germain se registró durante la temporada 1999-00 con 43.185 espectadores por partido. La asistencia récord en casa del Paris Saint-Germain es de 49.407 espectadores y fue registrado en los cuartos de final de la Recopa de Europa contra el Waterschei belga en 1983.

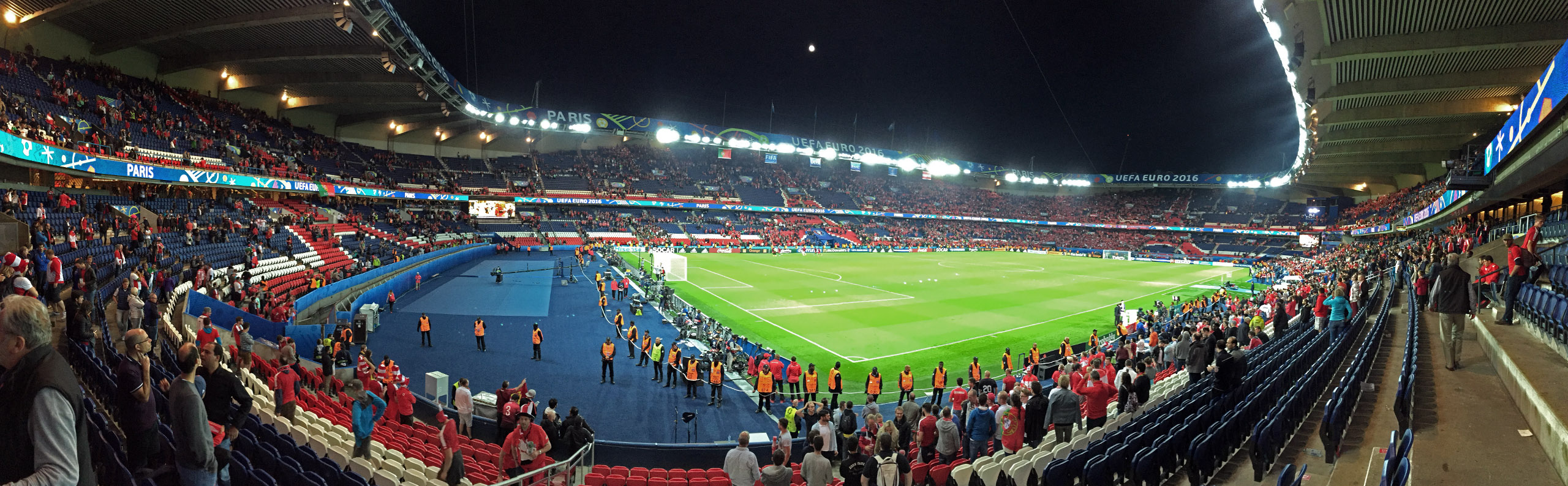
Panorámica del Parc des Princes.

## Datos del club
Para los detalles estadísticos del club véase Estadísticas del Paris Saint-Germain Football Club
- Temporadas en 1° División: 46 (1971/72), (1974/75 - presente)[133]
- Temporadas en 2° División: 2 (1970/71, 1973/74)
- Temporadas en 3° División: 1 (1972/73)
- Mejor ubicación en Ligue 1: 1.º (13 veces) 1985-86, 1993-94, 2012-13, 2013-14, 2014-15, 2015-16, 2017-18, 2018-19, 2019-20, 2021-22, 2022-23, 2023-24, 2024-25
- Peor ubicación en Ligue 1: 16.º (2 veces) Division 1 1971/72, Ligue 1 2007/08.
- Puesto histórico en la Ligue 1: 10.º
- Partidos jugados: 1793
- Partidos ganados: 853
- Partidos empatados: 468
- Partidos perdidos: 472
- Goles a favor:	2845
- Goles en contra: 1917
- Diferencia de Gol: +928
- Total de puntos: 2711

## Palmarés
Con 55 trofeos, París Saint-Germain es el club más laureado de Francia. Es el club francés más ganador a nivel local con 51 trofeos, siendo el máximo ganador de las tres competencias aún vigentes en el fútbol francés (Liga, Copa y Supercopa), además de la extinta Copa de la Liga. A nivel internacional ha conseguido 4 trofeos, siendo campeón de la Recopa de la UEFA, Copa Intertoto de la UEFA, Supercopa de la UEFA y Liga de Campeones de la UEFA, convirtiéndose en el segundo club francés en obtenerla y en el primero en lograr un triplete.
Nota: en negrita competiciones vigentes en la actualidad. Indicado el récord del torneo  y el compartido 

### Torneos nacionales (51)
| Competiciones nacionales    | Títulos | Subcampeonatos                                                                   |
| --------------------------- | --- | -------------------------------------------------------------------------------- |
| Ligue 1 (13/9)              | 1985-86, 1993-94, 2012-13, 2013-14, 2014-15, 2015-16, 2017-18, 2018-19, 2019-20, 2021-22, 2022-23, 2023-24, 2024-25.                            | 1988-89, 1992-93, 1995-96, 1996-97, 1999-00, 2003-04, 2011-12, 2016-17, 2020-21. |
| Copa de Francia (16/5)      | 1981-82, 1982-83, 1992-93, 1994-95, 1997-98, 2003-04, 2005-06, 2009-10, 2014-15, 2015-16, 2016-17, 2017-18, 2019-20, 2020-21, 2023-24, 2024-25. | 1984-85, 2002-03, 2007-08, 2010-11, 2018-19.                                     |
| Supercopa de Francia (13/5) | 1995, 1998, 2013, 2014, 2015, 2016, 2017, 2018, 2019, 2020, 2022, 2023, 2024.                                                                   | 1986, 2004, 2006, 2010, 2021.                                                    |
| Copa de la Liga (9/1)       | 1994-95, 1997-98, 2007-08, 2013-14, 2014-15, 2015-16, 2016-17, 2017-18, 2019-20.                                                                | 1999-00.                                                                         |
|                             | |                                                                                  |
| Ligue 2 (1/0)               | 1970-71. |                                                                                  |

### Torneos internacionales (4)
| Competiciones internacionales           | Títulos  | Subcampeonatos |
| --------------------------------------- | -------- | -------------- |
| Liga de Campeones de la UEFA (1/1)      | 2024-25. | 2019-20.       |
| Supercopa de la UEFA (1/1)              | 2025.    | 1996.          |
| Copa Intercontinental de la FIFA (0/0)  |          |                |
| Recopa de la UEFA (1/1)                 | 1995-96. | 1996-97.       |
| Copa Intertoto de la UEFA (1/0)         | 2001.    |                |
| Copa Mundial de Clubes de la FIFA (0/1) |          | 2025.          |

### Reconocimientos internacionales (1)
| Distinción             | Año   |       |
| ---------------------- | ----- | ----- |
| Club del año IFFHS (1) | 1994. | 1994. |

### Palmarés total
| París Saint-Germain F. C.                                                      | 13 | 16 | 13 | 9 | 1 | 1 | 1 | 1 | 55 |
| Datos actualizados a la consecución del último título el 13 de agosto de 2025. |    |    |    |   |   |   |   |   |    |

### Trayectoria
Para más detalles, consultar Trayectoria del Paris Saint-Germain Football Club.
El club contabiliza un total de 46 temporadas en la máxima categoría del fútbol francés, la Ligue 1, y otras 3 en la Ligue 2, sin haber sido contabilizadas las ediciones anteriores del campeonato francés de fútbol. En ellas su mejor registro histórico es el de campeón, que logró en once ocasiones, mientras que la peor es un decimosexto puesto en la temporada 2007-08, para situarse en el decimocuarto lugar en la clasificación histórica del campeonato.
El jugador con más partidos disputados en la historia del club es el brasileño Marquinhos, con 490 apariciones. Su máximo goleador histórico es el francés Kylian Mbappé, con 256 tantos.

## Organigrama deportivo
En cuanto al número de partidos y goles, el brasileño Marquinhos encabeza la lista con un balance de 490 partidos, seguido por el francés Jean-Marc Pilorget con 435 y el francés Kylian Mbappé es el máximo goleador histórico con 256 goles, seguido por el uruguayo Edinson Cavani con 200 y el sueco Zlatan Ibrahimović con 156.
Entre los jugadores en activo en la actualidad del club el brasileño Marquinhos es el jugador que más partidos, temporadas y goles acumula. El brasileño lleva 41 goles acumulados en 12 temporadas.
| Máximos goleadores | Máximos goleadores | Máximos goleadores | Más partidos disputados | Más partidos disputados | Más partidos disputados | Más temporadas disputadas | Más temporadas disputadas                                           | Más temporadas disputadas |
| ------------------ | ------------------ | ------------------ | ----------------------- | ----------------------- | ----------------------- | ------------------------- | ------------------------------------------------------------------- | ------------------------- |
| 1.                 | Kylian Mbappé      | 256 goles          | 1.                      | Marquinhos              | 490 partidos            | 1.                        | Jean-Marc Pilorget                                                  | 14 años                   |
| 2.                 | Edinson Cavani     | 200 goles          | 2.                      | Jean-Marc Pilorget      | 435 partidos            | 2.                        | Francis Llacer / Marquinhos                                         | 12 años                   |
| 3.                 | Zlatan Ibrahimović | 156 goles          | 3.                      | Marco Verratti          | 416 partidos            | 3.                        | Sylvain Armand / Marco Verratti / Presnel Kimpembe                  | 11 años                   |
| 4.                 | Neymar             | 118 goles          | 4.                      | Sylvain Armand          | 380 partidos            | 4.                        | Éric Renaut / Mustapha Dahleb / Jean-Claude Lemoult / Édouard Cissé | 10 años                   |
| 5.                 | Pedro Pauleta      | 109 goles          | 5.                      | Safet Sušić             | 345 partidos            | 5.                        | Safet Sušić / Sylvain Armand / Clément Chantôme                     | 9 años                    |

Nota: En negrita los jugadores activos en el club. Temporadas contabilizadas con ficha del primer equipo.

## Jugadores

### Transferencias: 2025-26
| Illya Zabarnyi  | Defensa | A. F. C. Bournemouth | Traspaso       | €63.000.000 |
| Lucas Chevalier | Portero | Lille O. S. C.       | Traspaso       | €40.000.000 |
| Renato Marin    | Portero | A. S. Roma           | Traspaso Libre | –           |

| Nordi Mukiele  | Defensa | Sunderland A. F. C. | Traspaso | €12.000.000 |
| Milan Škriniar | Defensa | Fenerbahçe S. K.    | Traspaso | €6.000.000  |

## Entrenadores
| Período         | Entrenador                        | Dirigidos | Victorias | Empates | Derrotas | %    |
| 1970–1972       | Pierre Phelipon                   | 74        | 30        | 22      | 22       | 0,4  |
| 1972–1973       | Robert Vicot                      | 35        | 20        | 9       | 6        | 0,57 |
| 1973–1975       | Just Fontaine y Robert Vicot      | 96        | 45        | 24      | 27       | 0,46 |
| 1975–1976       | Just Fontaine                     | 41        | 15        | 12      | 14       | 0,36 |
| 1976–1977       | Vélibor Vasovic                   | 38        | 18        | 6       | 14       | 0,47 |
| 1977            | Ilja Pantelic y Pierre Alonzo     | 5         | 3         | 2       | 0        | 0,6  |
| 1977–1978       | Jean-Michel Larqué                | 48        | 17        | 11      | 20       | 0,35 |
| 1978            | Pierre Alonzo                     | 11        | 3         | 3       | 5        | 0,27 |
| 1978–1979       | Vélibor Vasovic                   | 34        | 12        | 8       | 14       | 0,35 |
| 1979            | Pierre Alonzo y Camille Choquier  | 3         | 2         | 0       | 1        | 0,66 |
| 1979–1983       | Georges Peyroche                  | 169       | 84        | 38      | 47       | 0,49 |
| 1983–1984       | Lucien Leduc                      | 38        | 17        | 12      | 9        | 0,44 |
| 1984–1985       | Georges Peyroche                  | 41        | 17        | 8       | 16       | 0,41 |
| 1985            | Christian Coste                   | 16        | 5         | 3       | 8        | 0,31 |
| 1985–1987       | Gérard Houllier                   | 106       | 49        | 28      | 29       | 0,46 |
| 1987–1988       | Erick Mombaerts                   | 10        | 1         | 4       | 5        | 0,1  |
| 1988            | Erick Mombaerts y Gérard Houllier | 16        | 6         | 5       | 5        | 0,37 |
| 1988–1990       | Tomislav Ivić                     | 86        | 41        | 21      | 24       | 0,47 |
| 1990–1991       | Henri Michel                      | 41        | 15        | 12      | 14       | 0,36 |
| 1991–1994       | Artur Jorge                       | 144       | 78        | 44      | 22       | 0,54 |
| 1994–1996       | Luis Fernández                    | 113       | 68        | 21      | 24       | 0,6  |
| 1996–1998       | Ricardo Gomes y Joël Bats         | 106       | 54        | 24      | 28       | 0,5  |
| 1998            | Alain Giresse                     | 11        | 4         | 2       | 5        | 0,36 |
| 1998–1999       | Artur Jorge                       | 23        | 6         | 9       | 8        | 0,26 |
| 1999–2000       | Philippe Bergeroo                 | 75        | 35        | 16      | 24       | 0,46 |
| 2000–2003       | Luis Fernández                    | 131       | 57        | 40      | 34       | 0,43 |
| 2003–2005       | Vahid Halilhodžić                 | 80        | 36        | 27      | 17       | 0,45 |
| 2005            | Laurent Fournier                  | 36        | 17        | 7       | 12       | 0,47 |
| 2005–2007       | Guy Lacombe                       | 54        | 18        | 20      | 16       | 0,33 |
| 2007–2009       | Paul Le Guen                      | 132       | 62        | 30      | 40       | 0,46 |
| 2009–2011       | Antoine Kombouaré                 | 95        | 39        | 30      | 26       | 0,41 |
| 2011–2013       | Carlo Ancelotti                   | 76        | 49        | 18      | 9        | 0,64 |
| 2013–2016       | Laurent Blanc                     | 173       | 126       | 31      | 16       | 0,72 |
| 2016–2018       | Unai Emery                        | 114       | 87        | 15      | 12       | 0,76 |
| 2018–2020       | Thomas Tuchel                     | 127       | 95        | 13      | 19       | 0,74 |
| 2021–2022       | Mauricio Pochettino               | 84        | 55        | 15      | 14       | 0,65 |
| 2022–2023       | Christophe Galtier                | 38        | 27        | 13      | 6        | 0,71 |
| 2023–Actualidad | Luis Enrique                      | 111       | 77        | 20      | 14       | 0,75 |

## Administración

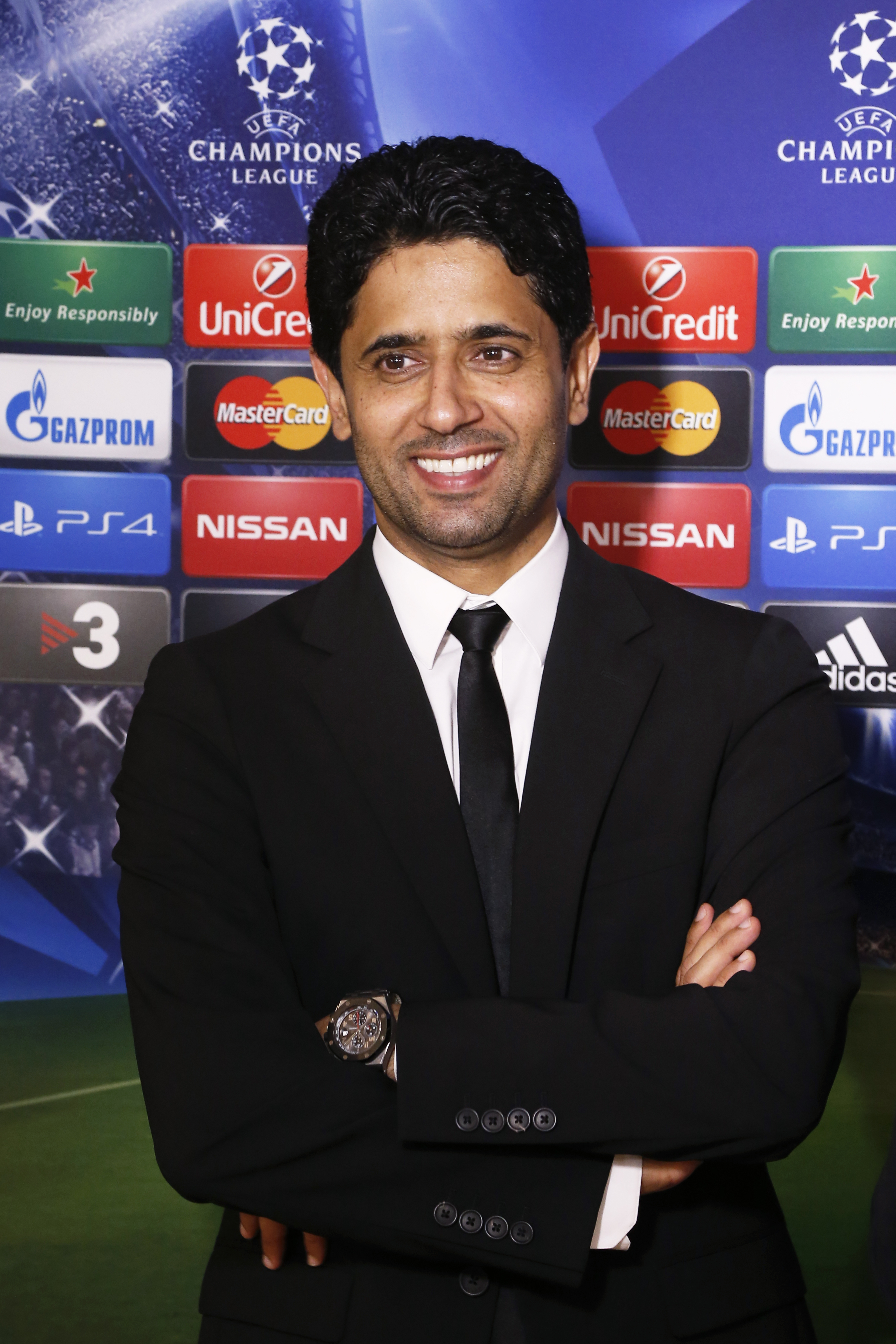
Nasser Al-Khelaifi, presidente del club.

El Paris Saint-Germain fue fundado en 1970 gracias, en parte, al apoyo financiero de un grupo de hombres de negocios dirigidos por Guy Crescent, Pierre-Étienne Guyot y Henri Patrelle. Desde su creación, y al igual que muchos otros clubes franceses, el club ha tenido algunas dificultades en el terreno económico. A pesar del buen debut en la temporada 1970-71 con un beneficio de 1,5 millones de francos, la tendencia se invirtió y la deuda del club aumentó a lo largo de los años. El presidente Henri Patrelle, en busca de apoyo financiero, dio paso al diseñador Daniel Hechter, que permitió al club a obtener la condición de profesional en 1973. Hechter lanzó una oferta de inversión para ayudar al PSG a paliar una grave crisis financiera a mediados de la década de 1970: 10 000 francos por una suscripción de por vida en el Parc des Princes. El famoso cantante francés Henri Salvador se hizo con cuatro. Daniel Hechter fue suspendido del fútbol de por vida por la Federación Francesa de Fútbol tras el escándalo de la doble venta de entradas en el Parc des Princes en 1978, una estrategia ilegal para reducir el déficit del club. Francis Borelli le sustituyó como presidente. En sus 13 años de mandato, el PSG se convirtió en el club líder en París, a pesar de la competencia del Paris FC y el Racing Matra, y ganaron sus primeros trofeos. Sin embargo, el anticuado estilo de dirección de Borelli no permitió que el club gestionase adecuadamente el negocio del fútbol emergente durante la década de 1980 y a comienzos de 1990 el Paris Saint-Germain estuvo en agonía financiera con una inmensa deuda de 50 millones de francos. Por primera vez, el Ayuntamiento de París, incluido el propio alcalde de París, se negó a involucrarse más en el club.
El grupo de televisión francés Canal+ compró el Paris Saint-Germain en 1991 y significó una importante inyección económica. El PSG recibió el 40 % de sus ingresos de los partidos televisados y se convirtió en uno de los clubes más ricos de Francia. Gracias a este dinero, el club parisino pudo adquirir algunos de los mejores talentos de Francia y del mundo, y entró en una edad de oro, ganando nueve títulos. Canal+ se convirtió en accionista mayoritario del club en 1997 y en accionista único en 2005. Gestionó el club a través de su delegado-presidente Michel Denisot durante la década de 1990. De 1991 a 1998, el PSG mantuvo sus finanzas sanas y los gastos del club se sitúa en 50 millones de euros por temporada gracias al aumento de los derechos de televisión y el número cada vez mayor de espectadores en el Parc des Princes, así como un excelente bagaje en las competiciones nacionales y europeas. Tras la marcha de Michel Denisot en 1998, el club comenzó a acumular deudas que alcanzaron los 96 millones de euros en 2002. La deuda neta se redujo a 8 millones en 2004 después de la recapitalización del club. Las finanzas del club, sin embargo, volvieron a peligrar y se mantuvieron en números rojos. Entre 2004 y 2006, el Paris Saint-Germain fue el único club francés con un gran déficit, registrando pérdidas de hasta 30 millones de euros. La facturación del club, sin embargo, aumentó de 69 millones a 80 millones de euros. La situación se hizo insostenible y Canal+ vendió el Paris Saint-Germain a los grupos inversores estadounidenses Colony Capital, Butler Capital Partners y Morgan Stanley por 41 millones de euros en 2006. La deuda del club fue limpiada por Canal+. En virtud de sus nuevos propietarios, la facturación alcanzó los 100 millones y las pérdidas disminuyeron gradualmente en los últimos años a sólo 5 millones en 2009.
Colony Capital compró la mayoría de las acciones de Butler Capital Partners en 2008, aunque mantenían una participación del 5 % en el club. Colony Capital adquirió la totalidad de las acciones de Morgan Stanley en 2009, convirtiéndose en dueños de un 95 % del club. Colony Capital reveló en 2010 que estaba buscando nuevos inversores para que el Paris Saint-Germain se convirtiese en un verdadero aspirante al título en los próximos años. Qatar Investment Authority se convirtió en el accionista mayoritario del club después de comprar una participación controladora del 70 % de las acciones en 2011. Colony Capital (29 %) y Butler Capital Partners (1 %) se mantuvieron como accionistas minoritarios. Finalmente, el grupo catarí compró el club en un acuerdo por valor de 50 millones de euros, que abarcaba 15-20 millones de la deuda y unas pérdidas estimadas de 19 millones a partir de la temporada 2010-11. El Paris Saint-Germain se convirtió en el club más rico de Francia y uno de los clubes más ricos del mundo. De hecho, los nuevos dueños invirtieron 108 millones en fichajes, la cifra más alta en el mundo en la temporada 2011-12. Qatar Investment Authority adquirió el 30 % restante en manos de Colony Capital y Butler Capital Partners y se convirtió en el único accionista del Paris Saint-Germain en 2012. La transacción valoró todo el club en 64 millones de euros.

## Área social y dimensión sociocultural

### Afición
El Paris Saint-Germain goza de una gran popularidad en Francia. El PSG es también uno de los clubes franceses con más apoyo en todo el mundo. El expresidente francés, Nicolas Sarkozy, es uno de los aficionados más destacados del club. El club de la capital es conocido por atraer su apoyo tanto de integrantes de extrema derecha, nacionalistas blancos y la población multi-étnica de Île de France. Durante la década de 1970, el Paris Saint-Germain se esforzó por atraer a una ferviente base de seguidores al Parc des Princes y así decidió ofrecer billetes baratos en la tribuna K en 1976 a los jóvenes que poco después crearon los "Juniors PSG" (renombrado "Kop K" en diciembre de 1977). La oferta fue un gran éxito y los nuevos aficionados, influidos por la famosa tribuna del Liverpool FC, Spion Kop en Anfield, crearon una reunión de fervientes seguidores influenciados por la cultura británica. Dos años más tarde, en el verano de 1978, los "Jeunes Supporters" (Jóvenes Aficionados) del Kop K se trasladaron a la tribuna Boulogne y lo rebautizaron "Kop of Boulogne" (KoB). Una parte de estos aficionados forman los grupos hooligans más notorios del fútbol francés, como el "Commando Pirate Paris" y el "Pitbull Kop" (de mediados del decenio 1980 hasta principios de 1990), el "Army Kops" (a principios de los 90), la "Casual Firm" creada en diciembre de 1993, o el "Commando Loubard" y la "Milice Paris" de la década del 2000. El gamberrismo del KoB ha sido sinónimo de violencia, racismo y fascismo desde la década de 1980, cuando los skinheads se hicieron cargo de parte de aquella tribuna, dando connotaciones de extrema derecha. Se formaron bandas independientes en Kop of Boulogne unidos bajo un logo que consiste en la cabeza de un bulldog en la bandera de Francia. Los Boulogne Boys, un grupo ultra, se formó en 1985. Basado en el modelo italiano, a menudo han estado en conflicto con los hooligans los más extremos del KoB (partidarios del modelo inglés). Aunque la tribuna Boulogne está construido como un "Kop" de cultura inglés, se apareciaron otros grupos ultras además de los "Boulogne Boys". Entre los más importantes se encuentran los "Gavroches de Paris" y los "Firebirds" (ambos fundados en 1986), luego los "Rangers Paris" que fue creado en 1992. El Kop of Boulogne se convirtió en el punto de encuentro no solo de los aficionados más leales del Paris Saint-Germain, sino también de los más extremistas. El Parc des Princes se hizo conocido como el estadio más hostil de toda Francia.
A pesar de que el Paris Saint-Germain ganó la liga en 1986, el equipo disfrutó de su peor récord de asistencia en la máxima categoría en 1991. La prensa consideró que la violencia en el estadio era la culpable. Ese otoño, el consejo del Paris Saint-Germain comenzó a subsidiar grupos de aficionados que, en pleno caos del Kop of Boulogne, estaban dispuestos a moverse por todo el campo. Preocupado por el comportamiento racista de una parte de los aficionados del KoB, el propio club —a través de su presidente, Michel Denisot— fomentó la creación de un Kop rival en el otro extremo, la tribuna Auteuil, presumiblemente para marginar a los alborotadores. A diferencia del modelo inglés del Kop of Boulogne, los aficionados de Auteuil basaban su metodología en el modelo italiano de los tifosi y sus "curva" ("virage" en francés), y así nació el "Virage Auteuil" (VA) en 1991 con la apariencia de los grupos ultras Supras Auteuil y Lutece Falco, y en 1993 de los Tigris Mystic. Otros grupos ultra menores se fundaron en Auteuil durante la década de 1990: Dragon's, Titans, Karsud, Kriek... luego Grinta en 2009 después de la disolución de Tigris Mystic. Sin embargo, esto dio lugar a un nuevo problema, pues la zona Auteuil pasó a albergar a los aficionados multiculturales del Paris Saint-Germain, que fueron rechazados por el KoB, afición predominantemente de raza blanca. A pesar de las medidas provisionales para desintegrar el Kop of Boulogne, la violencia aumentó. Los incidentes ocurrían allá donde viajaba el PSG. La asistencia promedio en el Parc des Princes se disparó, pero la violencia continuó con heridos y detenidos, especialmente en Le Classique contra el eterno rival, el Marsella. Además, los hooligans del KoB, lucharon a lo largo de las décadas de 1990 y de 2000 con los aficionados de los clubes de toda Europa. Durante este tiempo, la influencia del Virage Auteuil creció hasta el punto de que se extendió a la tribuna G vecina. Así nació en enero de 2002 un otro grupo ultra muy importante, los "Authentiks". Un año después, un segundo grupo ultra, "Puissance Paris", nació también en la tribuna G. Un intento similar tuvo lugar en el lado del Kop of Boulogne con la creación en 2006 del grupo ultra "Brigade Paris" en la tribuna K que está ubicado junto a la tribuna Boulogne.
Los aficionados del Paris Saint-Germain, incluso, han cometido asesinatos durante su época en el club. Después de un partido de Copa de la UEFA en 2006 ante el Hapoel Tel Aviv Football Club en el Parc des Princes, el miembro de los Boulogne Boys Julien Quemener fue asesinado a tiros por un policía que trataba de proteger a un aficionado judío del Hapoel que estaba siendo atacado. El Kop of Boulogne también desplegó una pancarta en la que se refería a los aficionados del RC Lens como "pedófilos, desempleados e incestuosos" durante la final de la Copa de la Liga 2008. El episodio llevó a la disolución de los Boulogne Boys, uno de los más antiguos grupos de ultras en Francia, por un decreto del gobierno francés. Sin embargo, la especificidad de aficionados del PSG es que no luchan únicamente contra las aficiones de los otros equipos, pero, por momentos, entre unos contra otros también. El KoB primero dirigió su ira contra los Tigris Mystic, que se disolvieron en 2006 como consecuencia de los ataques. La violencia resurgió en 2009, cuando la ira KoB fue contra los Supras Auteuil, que respondió del mismo modo. Antes de un partido de liga contra el Marsella en 2010, los miembros de Auteuil asesinaron al miembro del Kop of Boulogne Yann Lorence. El evento dio lugar en la decisión de las autoridades gubernamentales de Francia de disolver tres grupos ultras: los Supras Auteuil y la Grinta de la tribuna Auteuil, y los Authentiks de la tribuna G. Dos grupos hooligans fueron también disueltos: Commando Loubard y Milice Paris de la tribuna Boulogne. El Paris Saint-Germain había perdido quatro de sus cinco grupos principales de seguidores en un espacio de quatro años. Del mismo modo, el club lanzó "Tous PSG" (o "Plan Leproux"), un plan de lucha contra la violencia que aniquila todos los grupos de aficionados en el estadio. De hecho, esta decisión resultó en la disolución de todos los grupos hooligans del club y la mayoría de los grupos ultras, y más ampliamente del Kop of Boulogne, del Virage Auteuil y de las tribunas G y K. El club pensaba que esto era el mejor medida de erradicación de la violencia. Con este plan, el club había "perdido su alma".
En 2016, los grupos ultras de Auteuil (que sobrevivieron al Plan Leproux) crearon el "Collectif Ultras Paris" (CUP) que reúne muchos ex ultras y nuevos aficionados. En septiembre del mismo año, el club permitió a los miembros del CUP de volver al Parque. Fue la primera vez desde 2010 que los ultras ocuparon el estadio. Hoy, Auteuil es de nuevo una tribuna "ultra", con más de 3000 ultras miembros del CUP, y recuperó su nombre de "Virage Auteuil" (VA). Prohibido en el Parque de los Príncipes desde 2010, el Kop of Boulogne desapareció definitivamente tras un último desplazamiento de sus exmiembros en Burdeos durante la final de la Copa de la Liga el 31 de marzo de 2018, 40 años después de su creación.

### Torneo de París
El Tournoi de Paris, también conocido como Trophée de Paris, es una competición de fútbol de pretemporada organizada por el club francés Paris Saint-Germain en su Parc de Princes, en París, Francia. El torneo fue fundado en 1957 por los antiguos anfitriones Racing Paris para celebrar su 25° aniversario.
Considerado como el torneo amistoso más prestigioso del balompié francés, el Tournoi de Paris se llevó a cabo anualmente cada verano entre 1957 y 1966 por el competir con París. Regresó brevemente en 1973 con los anfitriones nuevos, Paris FC. En 1975, el anfitrión actual Paris Saint-Germain relanzó con éxito la competición. Después de un período casi ininterrumpido de 18 años (La edición de 1990 no se celebró), PSG abandonó el torneo en 1993 por razones financieras.
Sin embargo, Paris SG revivió el Tournoi de Paris en 2010 para conmemorar el 40 aniversario del club. Para conmemorar la ocasión, el PSG también dio a conocer "Allez Paris Saint-Germain", al estilo de "Go West" de Village People, y Germain the Lynx como himno oficial y mascota, respectivamente.
De 1957 a 1993, el Tournoi de Paris se jugó en formato eliminatorio. Cuatro equipos (Incluidos los anfitriones) participaron en la competición, que contó con dos semifinales, un play-off de tercer lugar y una final. Modelado de la Copa de Emiratos Árabes Unidos del Arsenal, la competencia cambió a un formato de etapa de grupo para la edición de 2010. No celebrado en 2011, el PSG lo rebautizó como Trofeo de París en 2012. Presentó un único partido de prestigio. Esta fue la última edición del torneo hasta la fecha.
El equipo brasileño Vasco da Gama ganó el torneo inaugural de París en 1957. Paris Saint-Germain es el club más exitoso en la historia de la competición, habiendo levantado el trofeo en siete ocasiones. La parte parisina ganó su primer título en 1980 y su éxito más reciente vino en 1993.
El equipo belga Anderlecht se hizo con el título en tres ocasiones, mientras que el otro club francés, Racing Paris y los brasileños Santos y Fluminense son los únicos otros equipos que han ganado la competencia más de una vez. Los rivales del PSG, el Olympique de Marsella, forman parte de un grupo de clubes que han ganado el torneo una vez. Girondins de Bordeaux (2010) y Barcelona (2012) ganaron las dos últimas ediciones. Desde el inicio del torneo, los ganadores han recibido diferentes trofeos.

## Rivalidades

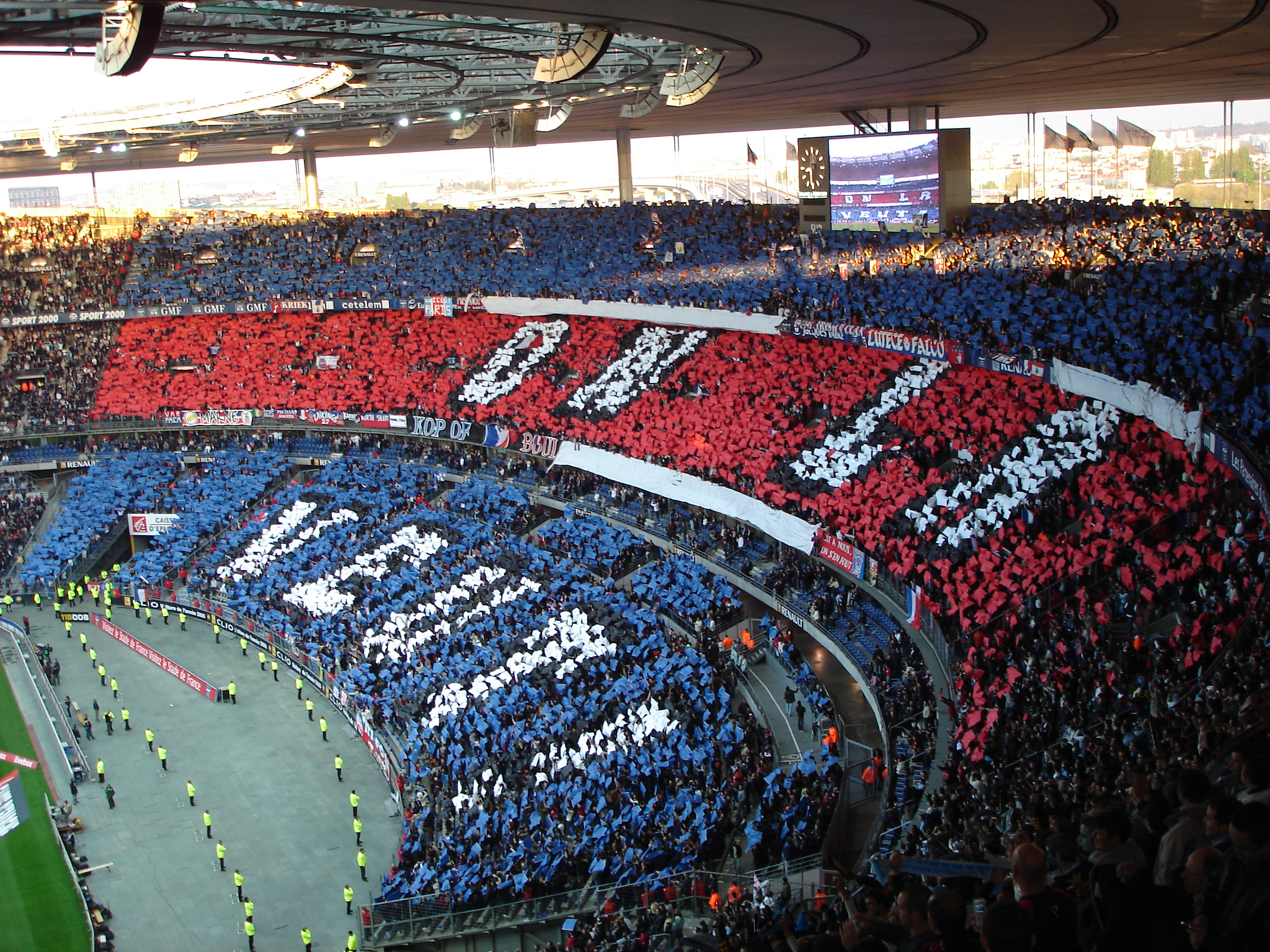
Aficionados del PSG en la final de la Copa de Francia de Fútbol 2006.

El tradicional rival del club es el Olympique de Marsella, con quien disputa el partido más importante del fútbol francés, Le Classique, también conocido como Derby de France o Le Classico. Estos partidos lograron mayor notoriedad durante la década de 1980 y comienzos de 1990. Canal+ y Bernard Tapie promovieron estos enfrentamientos entre los dos clubes, por lo que se convirtieron en partidos de interés para todos los aficionados al fútbol francés. La tensión entre los aficionados del OM y PSG es legendaria, y ambos clubes cuentan con estadios de clase mundial, el Stade Vélodrome y el Parc des Princes, respectivamente. Los diversos grupos ultra de Marsella y los parisinos se han odiado y combatido entre sí a lo largo de los años y en los partidos se toman importantes medidas de seguridad para evitar enfrentamientos entre ellos.
Como todas las grandes rivalidades, la rivalidad entre Paris Saint-Germain y el Olympique de Marsella se extiende fuera del terreno de juego, ya que París y Marsella son las dos ciudades más grandes de Francia, mientras que ambos son los clubes de fútbol más exitosos e influyentes del país y han ganado, entre los dos, 17 títulos de Ligue 1, 22 Copas de Francia, 11 Copas de la Liga y 12 Supercopas de Francia. Ambos han conquistado la Liga de Campeones en 1993 (Olympique de Marsella) y 2025 (Paris Saint-Germain). A pesar de sus irregularidades, el PSG y el OM siguen siendo, junto con el Saint-Étienne, los únicos clubes franceses con una fuerte base de seguidores leal y apasionada.
En los últimos años, y debido a su gran colchón financiero, unido a la compulsividad de su directiva, se han producido rivalidades con el Real Madrid Club de Fútbol y con el Fútbol Club Barcelona. Con el segundo, a causa del caso Neymar y por rivalidad en la Champions, mientras que la rivalidad con el primero tiene que ver con el caso Mbappé y el cruce en los octavos de final de la Champions de la temporada 2021-2022, en medio de la polémica por dicho caso, además del tema de la Superliga europea de fútbol que causa rivalidad directa entre Florentino Pérez y Nasser Al-Khelaïfi. Todo ello derivó, en octubre de 2022, en una ruptura de relaciones entre ambos clubes según diversos medios de comunicación deportivos.